# Сикхи
Си́кхи (в.-пандж. ਸਿੱਖ [sɪkkʰ] «ученик») — этноконфессиональная группа, проживающая преимущественно в Индии; последователи сикхизма.
В национальном составе сикхов преобладают пенджабцы — жители индийского штата Пенджаб. Также сикхи проживают в США, Канаде, Великобритании, Италии, странах Юго-Восточной Азии и Океании. Общая численность сикхов в мире достигает более чем 25 млн человек (около 0,33 % населения Земли). Говорят на языке панджаби индоарийской группы индоевропейской семьи. Религия сикхов — сикхизм — самостоятельная религия, возникшая в среде индуизма и ислама, но не похожая на другие религии и не признающая преемственности.

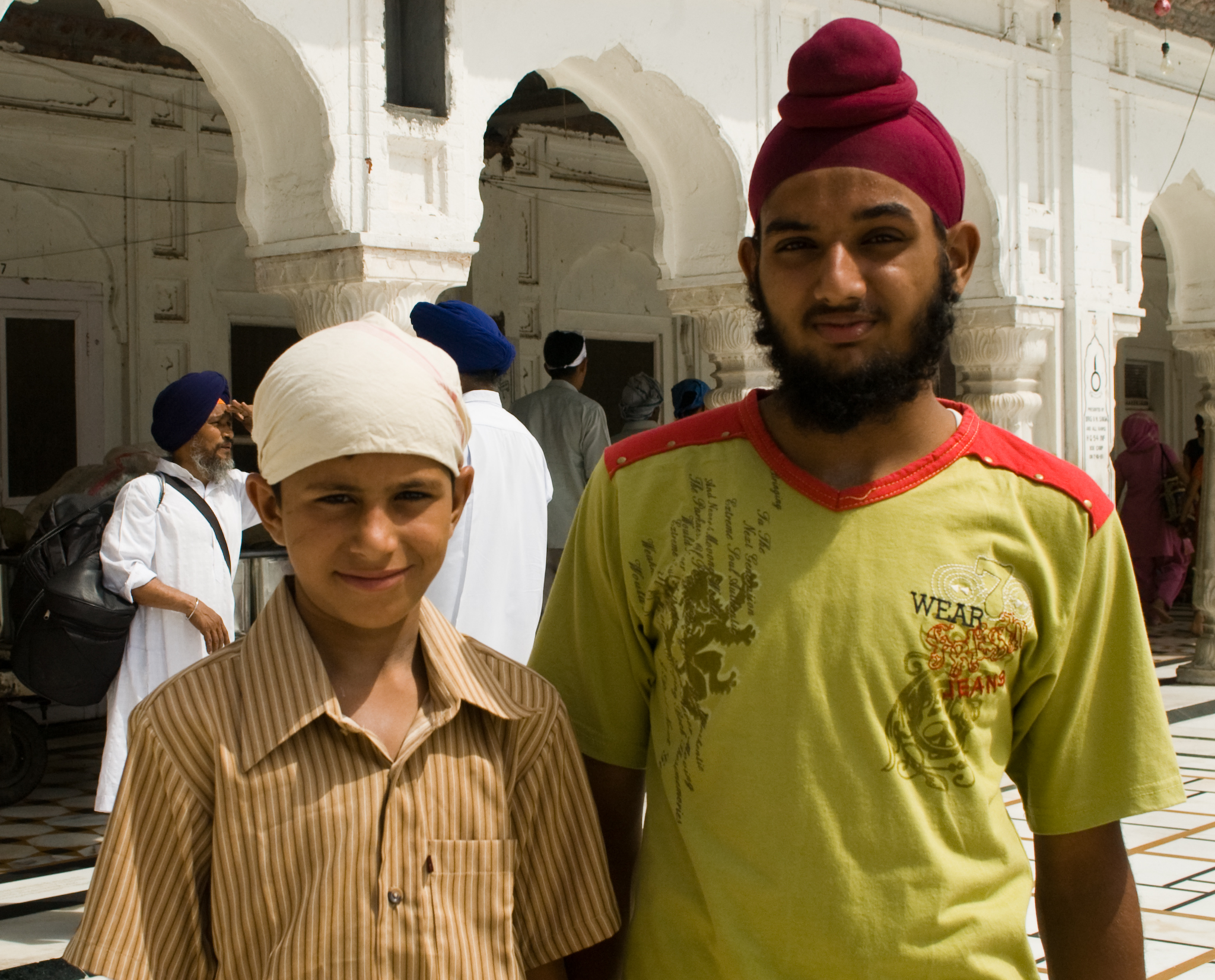
Сикхи у Хармандир Сахиб (Золотого храма) в Амритсаре

## История
Основателем сикхизма стал гуру (учитель) Нанак (1469—1539). Он много путешествовал, побывал даже в Мекке, а в начале XVI в. поселился в Пенджабе и стал проповедовать новое учение. Перед смертью Нанак избрал преемником своего последователя Ангада (1504—1552 гг), который стал вторым сикхским гуру. Его сменил Амар Дас (1479—1574), который укрепил организацию сикхов, установил религиозные праздники, определил центр паломничества, сложил ряд гимнов. Четвёртым гуру стал зять Амар Даса — Рам Дас (1534—1581), прославившийся как знаток и толкователь гимнов. Он заложил город Амритсар («Пруд бессмертия»), который превратился в крупнейший духовный центр сикхизма, равно как и в торговый центр северной Индии. Сан наставника-гуру сделался наследственным при сыне Рам Даса — Арджуне (1563—1606 гг.). Арджун составил «Ади Грантх» — сикхский канон.
Постепенно сикхи превратились в самостоятельную этноконфессиональную группу, своего рода государство в государстве, со своей идеологией, законами и вождями. В борьбе против империи Великих Моголов и замкнутых кастовых систем они проповедовали равенство людей. Десятый гуру сикхов, Гобинд Сингх (1675—1708) упразднил пост наследственных гуру, передав власть самой религиозной общине — хальсе. Его преемники в качестве временного вождя избрали некоего Банда, но в 1716 году он был казнён в Дели.
После этого ученики Гобинд Сингха разделили территорию сикхов на двенадцать мисалей (объединений воинов). Постепенно военные вожди сикхов превратились в феодальных князей, между которыми развернулась борьба за власть.
С приходом к власти Ранджита Сингха и его коронацией в 1801 году конфедерация преобразовалась в империю, доходившую от Кабула и Кандагара до границ Тибета, с населением, на 80 % состоявшем из мусульман, 10 % индуистов и 10 % сикхов. Сердцем государства оставался Пенджаб.
Территориально к 1820 г. Сикхская империя в период наибольшего своего расширения включала в свой состав:
- Провинция Пенджаб, современный Пакистан
- Штат Пенджаб, современная Индия
- Союзная территория Чандигарх, Индия
- Штат Харьяна, Индия
- Штат Химачал-Прадеш, Индия
- Бывшее «туземное государство» Джамму, Индия
- Дели
- Северо-западная пограничная провинция, Пакистан
- Зона племён, Пакистан
- Исламабадская столичная территория, Пакистан
- Части северо-восточного Афганистана

После смерти Ранджита Сингха в 1839 году государство погрузилось в раздоры между сердарами, которые к тому времени де-факто превратились в крупных феодалов. В 1843 г. британские завоеватели взяли под контроль земли Афганистана и пакистанскую провинцию Синд. 

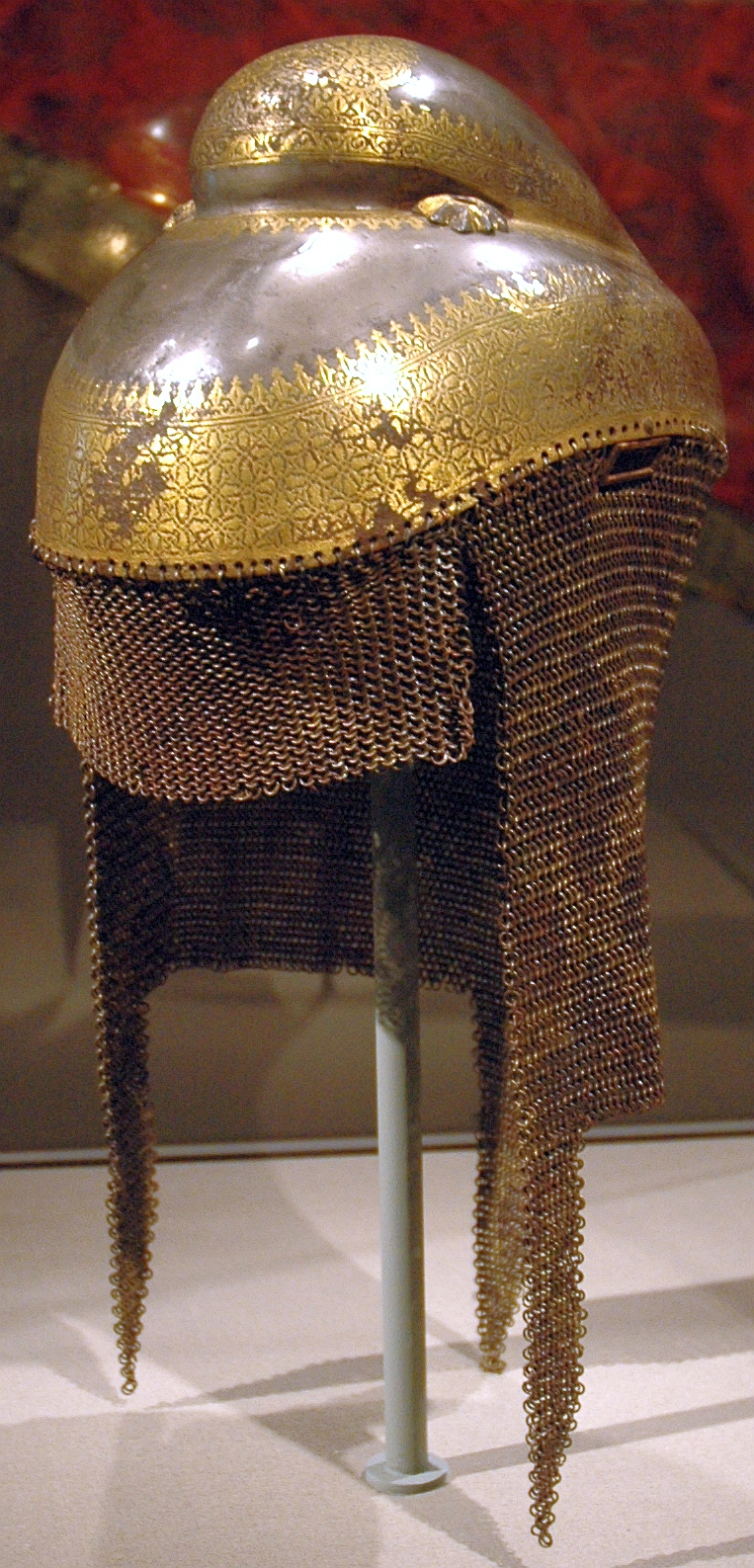
Шлем сикхов

В 1846 году британцы нанесли сикхам серьёзное поражение, а после второго поражения в 1849 году Пенджаб был присоединён к Британской Индии.
Последний сикхский князь Далип Сингх был смещён с престола и до конца жизни получал пенсию от британского правительства.

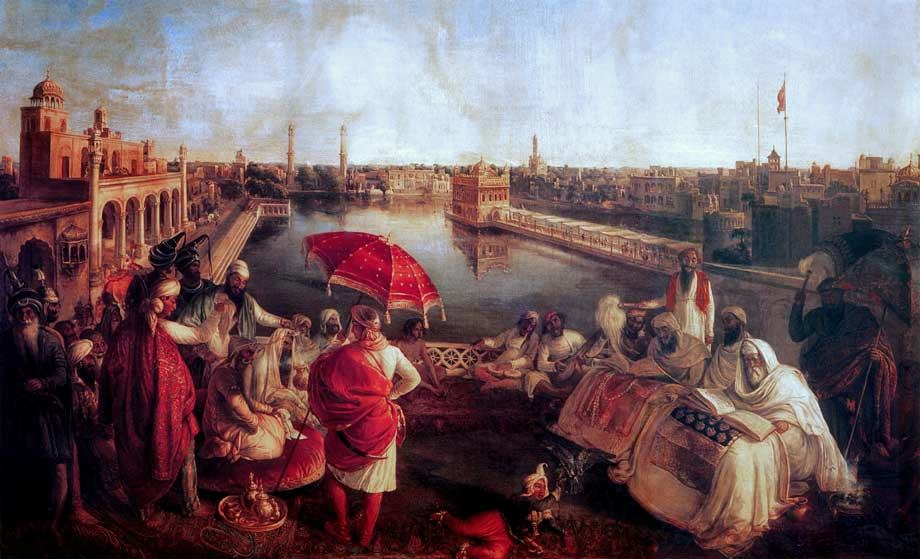
Махараджа Ранджит Сингх слушает чтение «Гуру Грантх Сахиб» у Хармандир Сахиб (Золотого храма) сикхов в Амритсаре. Август Шеффт, Вена, 1850. Коллекция принцессы Бамбы, Лахор, провинция Пенджаб, Пакистан

С разделом бывшей Британской Индии в 1947 году на Индию и Пакистан начались конфликты между мусульманами и сикхами, повлёкшие за собой взаимные массовые изгнания сикхов из Западного Пенджаба, и мусульман из Восточного. После кровопролитных столкновений практически все сикхи переселились в Индию. В 1966 году территория штата Пенджаб уменьшилась за счёт выделения нового штата — Харьяны.
Противоречия между сикхами и индуистами нарастали с 1970 годов; сикхи обвиняли индуистское большинство в дискриминации, а Индиру Ганди — в диктатуре. В Пенджабе появились сепаратисты, потребовавшие в 1983 году создания независимого сикхского государства Халистан. В начале 1980-х годов особое влияние приобрел лидер сикхских сепаратистов Джарнаил Сингх Биндранвал. Под его руководством главная святыня сикхов — Золотой храм в Амритсаре — была превращена в укрепленную крепость. Решение Индиры Ганди в 1984 году провести зачистку священного для сикхов Золотого храма в Амритсаре привела к тому, что 31 октября она была убита собственными телохранителями, набранными из сикхов. Результатом стала серия антисикхских погромов, которая прокатилась по всей Индии, и унесла жизни тысяч сикхов. Конфликт в Пенджабе длился более десяти лет, приведя к гибели более 20 тысяч человек.

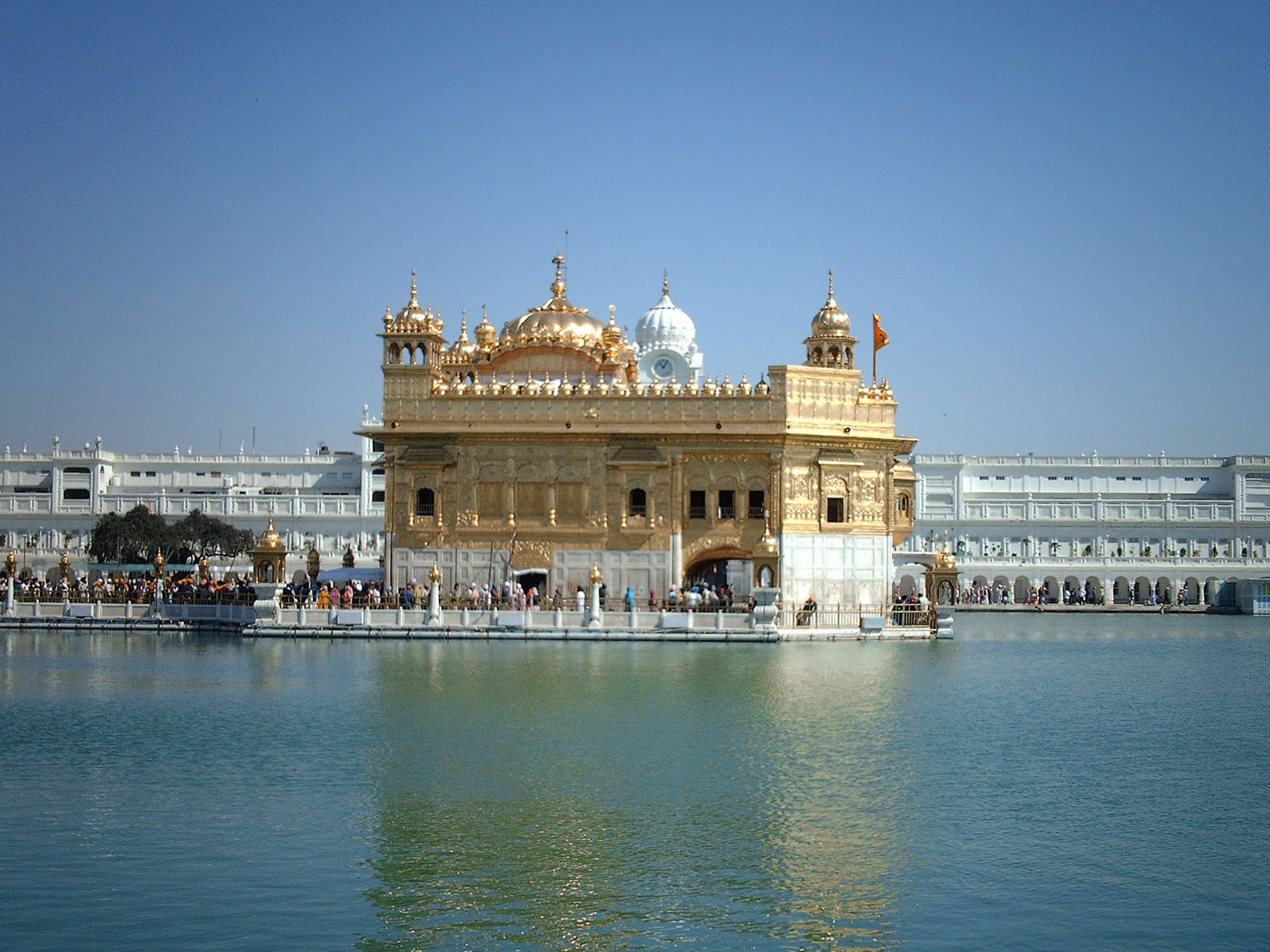
Хармандир Сахиб (Золотой храм)— главный храм (гурдвара) сикхов в Амритсаре

В настоящее время сикхи представлены в Индии рядом политиков, в частности, премьер-министром страны в 2004—2014 годах Манмоханом Сингхом. В армии Индии сикхи занимают около 20 % всех офицерских должностей, составляя при этом менее 2 % населения страны. Самым высоким званием, до которого удалось дослужиться сикху, было звание маршала авиации (маршал авиации Индии Аржан Сингх). 4 ноября 2015 года сикх Харджит Саджан был назначен на пост министра национальной обороны Канады в кабинете Джастина Трюдо (в этой стране сикхи составляют более 1,3 % населения).

## Расселение и численность
В основном сикхи живут в штате Пенджаб, отдельные группы есть и в других районах Индии. Общая численность свыше 25 млн человек. По данным на 2008 год в Индии проживают 20,8 млн человек, в США — 500-700 тыс., в Канаде около 470 тыс., в Великобритании — 430 000. Этническая основа сикхов — пенджабцы.

## Социальная структура
Большинство сикхов входит в касту джатов, крупнейшую сельскую касту Пенджаба. Хотя внутри храма кастовые различия не соблюдаются, вне храма они сохраняют известное значение — например, при выборе брачных партнёров. Многие сикхи занимаются сельским хозяйством и являются успешными фермерами.
В Пенджабе в сельском хозяйстве занято 39 % местной рабочей силы (меньше, чем в среднем по Индии). Сикхские хозяйства являются более прибыльными, чем в среднем по Пенджабу, и в три раза более эффективными, чем средний показатель по Индии.

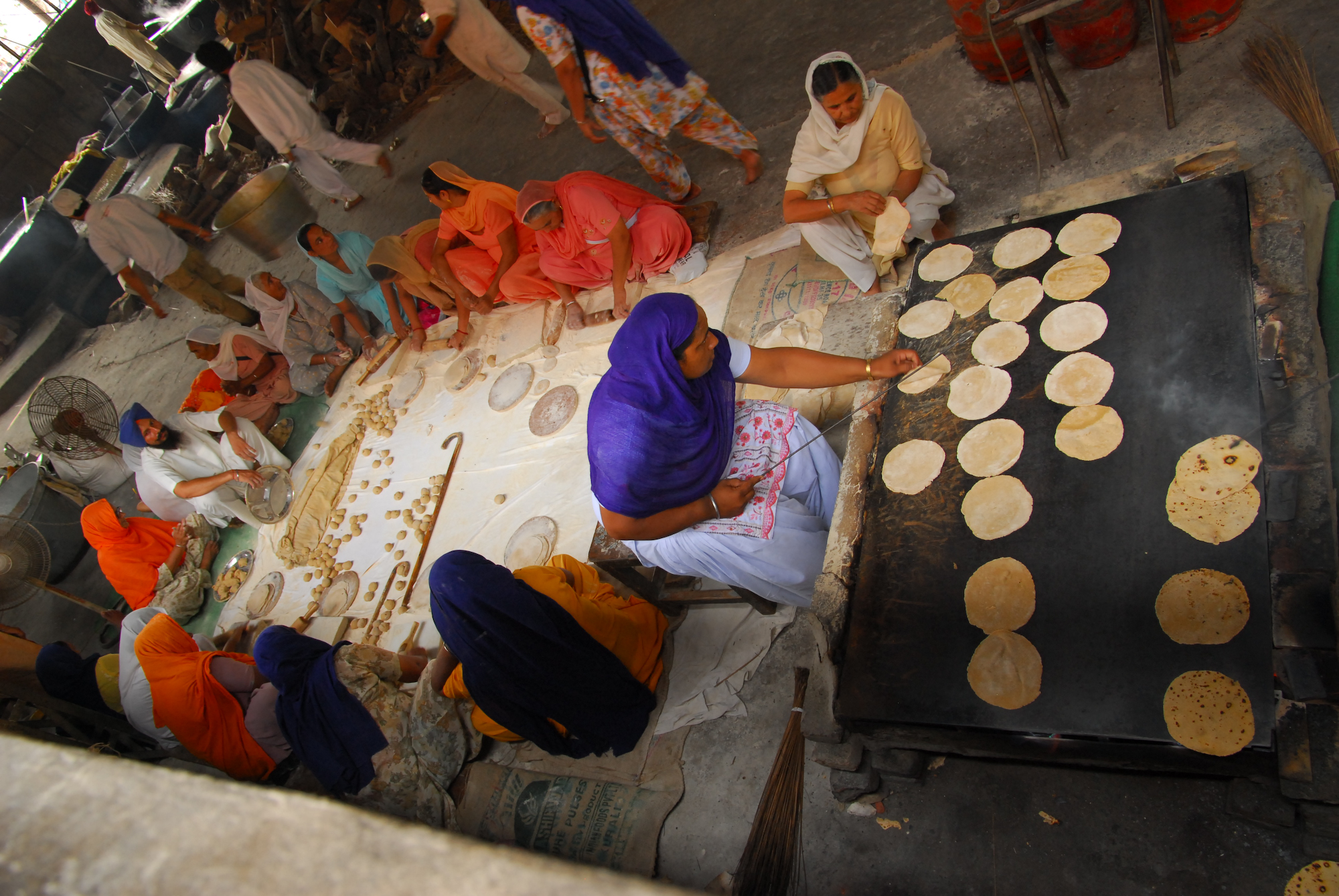
Сикхские женщины в Хармандир Сахиб

Семьи народа в основном малые, большинство семей моногамные, патрилинейные.

## Одежда
Одежда сикхов достаточно своеобразна, особенно это своеобразие проявляется в мужской одежде. Мужчины носят лунги и штаны, рубахи, жилеты, тюрбан (пагри). Они не стригут волосы и не бреют бороду, которую подвязывают особым образом к подбородку. Женщины носят, как правило, юбки и обязательно покрывают голову.